# Отвлекающий манёвр

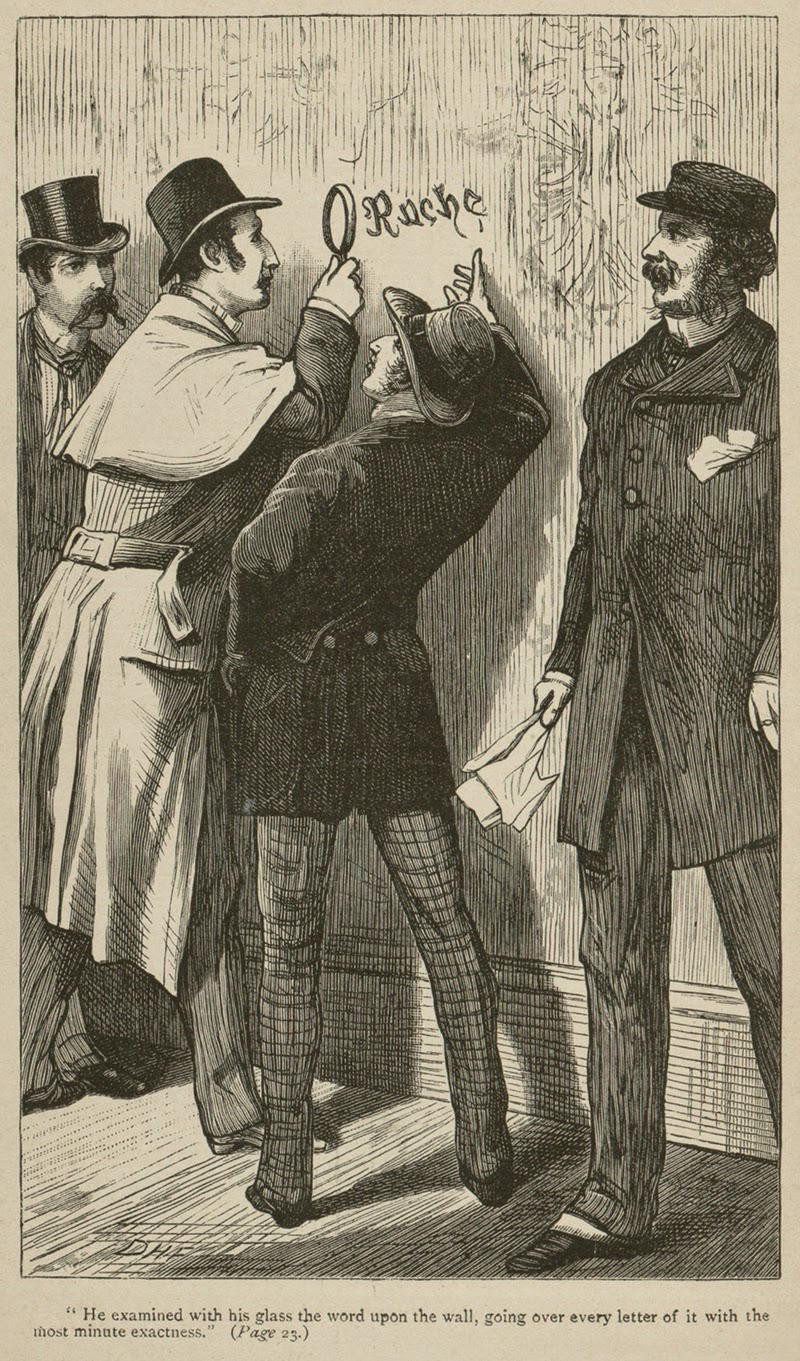
«Этюд в багровых тонах». Шерлок Холмс изучает улику, которая, как позже выясняется, намеренно вводит в заблуждение.

Понятие «отвлекающий манёвр» имеет несколько заметно отличающихся друг от друга значений.
В логике и риторике «отвлекающий манёвр» — это наблюдение, отвлекающее внимание от центральной проблемы спора или обсуждения; неформальная логическая ошибка.
В художественной литературе (особенно в детективных произведениях) авторы используют отвлекающие факторы как средство сюжета, чтобы ввести читателей в заблуждение («сбить их с толку»), поддержать интерес и вызвать неопределённость, это довольно известный литературный приём.

## Психология
В психологии «отвлекающий манёвр» направлен на то, чтобы отвлечь других или себя от главного. Часто это уводит разговор или действие в совершенно ином направлении, приводя к неправильному выводу или результату. В этой области выделяют два типа «отвлекающих манёвров»: преднамеренный и непреднамеренный. В первом случае: люди прибегают к такому поведению, когда у них нет сильной защиты. Они пытаются направить разговор или ситуацию в то русло, с которым им будет легче справиться. Во втором случае: люди используют «отвлекающий манёвр» не осознавая этого. Причина этого зависит от различных факторов и причин.
Отвлекающий манёвр призван рассеять внимание человека и переключить его с важной проблемы на второстепенную. Начинают приводиться несоответствующие теме факты с подробным объяснением, рассказываются интересные истории, которые всё меньше и меньше относятся к делу. В итоге времени на решение проблемы или на ответ по существу не остаётся, что и требовалось.
Уловка «отвлекающий манёвр» представляет собой спорное высказывание, которое отвлекает внимание от замаскированной в этом же предложении нужной мысли. Слушатель в первую очередь замечает в аргументации манипулятора слабое место и опровергает именно его. А другие мысли, содержащиеся в предложении (если они не бросаются в глаза), пропускаются без особого внимания.
Эта уловка применяется для отвлечения внимания от реальной проблемы, сосредоточившись вместо этого на проблеме, имеющей лишь поверхностное отношение к первой. Как пример:
Дочь: Мне так больно, что он бросил меня, мама.

Мать: Просто подумай о голодающих детях Африки, милая. Тогда все твои проблемы покажутся тебе незначительными.

## Военное дело и политика
В военном деле отвлекающий манёвр — какое-либо действие, переключающее внимание противника с зоны основного противостояния, что заставляет его перебросить часть сил с других направлений для отражения атаки, в том числе якобы ожидаемой. Это может быть неожиданное нанесение удара небольшой группой с не ожидаемого врагом направления, нарочито-показная переброска подразделений и т. д.; в некоторых случаях отвлекающие манёвры отличаются изрядной хитростью и смекалкой.
Крупные государственные структуры могут использовать «слив данных» с целью отвлечь внимание мировой общественности от истинных виновников какого-либо серьёзного происшествия, для того чтобы дезинформировать противника — СМИ называют это «отвлекающим манёвром».
«Теорию отвлекающей войны сложно назвать беспристрастной. Её очень трудно доказать, и всё обычно зависит о того, нравится ли вам начавший операцию руководитель или нет».

## Логическое заблуждение
Как неформальное заблуждение, «отвлекающий манёвр» относится к широкому классу ошибок, связанных с релевантностью. В отличие от «соломенного чучела», который предполагает искажение позиции другой стороны, «отвлекающий манёвр» — это кажущаяся правдоподобной, хотя в конечном счете и неуместная отвлекающая тактика. Согласно Оксфордскому словарю английского языка, «отвлекающий манёвр» может быть намеренным или непреднамеренным; это не обязательно сознательное намерение ввести в заблуждение.
Это выражение в основном используется для утверждения, что аргумент не имеет отношения к обсуждаемому вопросу. Например: «Я думаю, нам следует ужесточить академические требования к студентам. Я рекомендую вам поддержать это, потому что мы переживаем бюджетный кризис, и мы не хотим, чтобы это повлияло на наши зарплаты». Здесь второе предложение, хотя и используется в поддержку первого, однако уже не затрагивает первоначальную тему.

## В литературе
В художественной (реже — в нехудожественной) литературе «отвлекающий манёвр» используется автором для того, чтобы подбросить ложную зацепку, которая приведет читателей к неправильным выводам. Например, персонаж епископа Мануэля Арингаросы в «Коде Да Винчи» Дэна Брауна на протяжении большей части романа представлен так, как будто он находится в центре церковных заговоров, но позже выясняется, что он просто жертва, обманутая и подставленная истинным антагонистом истории. В имени этого епископа Браун использовал игру слов: aringa rosa с итальянского переводится как «розовая селёдка».
Известный отвлекающий манёвр содержится в первой повести о Шерлоке Холмсе «Этюд в багровых тонах». В завязке убийца оставляет на месте преступления надпись Rache («месть» по-немецки), заставляя полицию — и читателя — ошибочно предположить, что в этом замешан немец.
«Отвлекающий манёвр» нередко используется в юридическом обучении и экзаменационных задачах, чтобы ввести в заблуждение студентов и отвлечь их от правильного вывода по предлагаемой теоретической ситуации. Это применяется как способ, которым преподаватели проверяют понимание учащимися основополагающих законов и их способность правильно распознавать существенные фактические обстоятельства.
См. также Поворот сюжета: Разновидности и «орудия» поворота сюжета; Длинный и бессмысленный рассказ

## Происхождение англоязычного фразеологизма

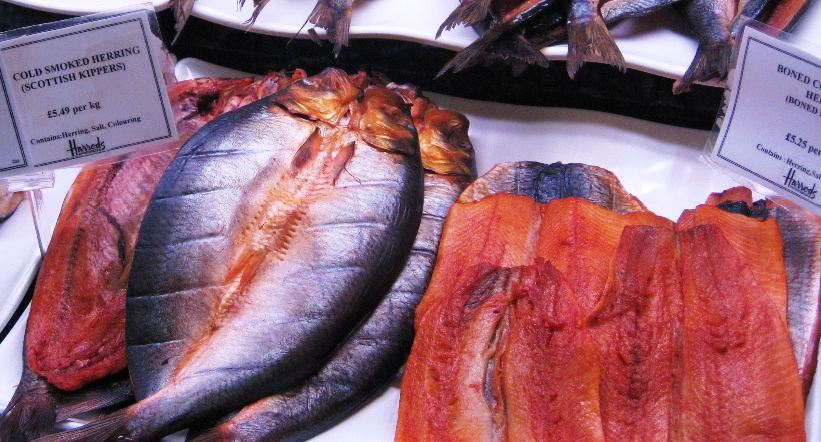
Копчёная сельдь, приготовленная до получения красновато-коричневого цвета, то есть «красная сельдь». До охлаждения обладает сильным острым запахом и вкусом.

В английском языке этот фразеологизм выглядит как Red herring и буквально переводится как «красная сельдь». Он был популяризирован в 1807 году английским публицистом Уильямом Коббеттом, который рассказал историю о том, как мальчишкой использовал сильно пахнущую копчёную рыбу, чтобы отвлечь гончих от погони за кроликом.
Не существует такого вида рыбы, который назывался бы «красная сельдь», собственно, это название, данное особо крепкой копченой рыбе, (обычно типа сельди), сильно вяленой в крутом рассоле или сильно прокопчённой. Этот процесс придаёт рыбе особо острый запах, а при очень крепком рассоле её мякоть приобретает красноватый оттенок. В этом буквальном смысле, как сильно вяленая копчёная рыба, термин может быть датирован серединой XIII века, в поэме «Трактат» Уолтера из Биббесворта:
He eteþ no ffyssh

But heryng red
Далее это словосочетание встречается в памфлете «Постные блюда Нэша», опубликованном в 1599 году писателем Томасом Нэшем, в котором он говорит: «Далее, чтобы привлечь гончих по запаху, нет ничего сравнимого со шкуркой красной сельди» (англ. Next, to draw on hounds to a scent, to a red herring skin there is nothing comparable).
До 2008 года считалось, что переносное значение «красная сельдь» происходит от предполагаемой техники дрессировки молодых гончих по запаху. Существуют различные версии этой истории, но наиболее распространённая гласит, что едкую красную сельдь тащили по следу до тех пор, пока щенок не учился идти по запаху. Позже, когда собака обучалась следовать по слабому запаху лисы или барсука, кинолог протаскивал красную сельдь (резкий запах которой сбивал животное с толку) перпендикулярно следу добычи, чтобы попытаться запутать собаку. В итоге собака должна была научиться следовать первоначальному запаху, а не более сильному. Вариант этой истории приведён, без упоминания об использовании в обучении, в «Книге пословиц, максим и знаменитых фраз Макмиллана» (1976), причем самое раннее упоминаемое использование взято из книги У. Ф. Батлера «Жизнь Нейпира» (1849). «Словарь фраз и басен Брюера» даёт расшифровку фразы «Волочить красную сельдь поперёк пути» (англ. Drawing a red herring across the path) — идиома, означающая «отвлечь внимание от главного вопроса каким-то побочным вопросом». Далее уточняется, что имеется в виду «вяленая, копчёная и солёная» сельдь, которую «протаскивают поперёк лисьей тропы, чтобы уничтожить запах и заставить гончих ошибиться». Другой вариант истории приводит Роберт Хендриксон в книге «Энциклопедия происхождения слов и фраз» (1994), в которой он говорит, что сбежавшие заключённые использовали остро пахнущую рыбу, чтобы отпугнуть и сбить со следа преследующих их собак.
Согласно двум статьям профессоров Джеральда Коэна и Роберта Скотта Росса, опубликованных в «Комментариях к этимологии» (2008), поддержанных этимологом Майклом Куинионом и принятых Оксфордским словарём английского языка, эта идиома возникла не из охотничьей практики. Росс исследовал происхождение этой истории и обнаружил, что самое раннее упоминание об использовании сельди для дрессировки животных содержится в трактате о верховой езде, опубликованном в 1697 году Герландом Лангбейном. Он рекомендовал метод дрессировки лошадей (не гончих собак) путём перетаскивания тушки кошки или лисы, чтобы «лошадь привыкла следовать за хаосом охотничьего отряда». Далее Лангбейн говорит, что если таких тушек в наличии нет, в качестве замены подойдет красная сельдь. Эта рекомендация была неправильно понята Николасом Коксом, который опубликовал в примечаниях к другой книге примерно в то же время, утверждение, что такую методику следует использовать для дрессировки гончих (а не лошадей). В любом случае, сильно пахнущая сельдь использовалась не для того, чтобы отвлекать собак или лошадей от следа, а скорее для того, чтобы наоборот направлять их по нему.
Использование красной сельди для отвлечения преследующих гончих по запаху было опробовано в 148-м эпизоде телепередачи «Разрушители легенд». Хотя собака, использованная в тесте, перестала есть рыбу и временно потеряла след беглеца, в конце концов она вернулась по обратному следу и обнаружила «добычу», в результате чего шоу классифицировало миф как «Разоблачённый».
См. также Копчёная распластованная рыба